# ジャック・オトテール
ジャック＝マルタン・オトテール（Jacques-Martin Hotteterre, 1674年9月29日 - 1763年7月16日）は、フランス盛期バロック音楽の作曲家・フルート奏者。パリの管楽器職人の家庭に生まれ、パリに没した生粋のパリジャンである。名前は単にジャック・オトテール（Jacques Hotteterre）とも呼ばれ、またローマ留学をしたことから、オトテール・ル・ロマン（Hotteterre Le Romain）という愛称でも知られている。1705年に宮廷楽団「グランデキュリー」（Grande Écurie）の一員となった。
オトテールの名声は、ほとんどフルート演奏の能力によっており、この楽器のためにオトテールが作曲したたくさんの楽曲は、レパートリーをかなり押し広げた。オトテールはファゴットやミュゼットの演奏も得意とした。
オトテールは、フラウト・トラヴェルソの設計に数々の変更を付け加えた。最も重要なのは、フルートを3つの部分に分け、頭部（マウスピース付き）、胴体（ほとんどの音孔つき）、脚部（いくつかの音孔あり）としたことである。このような分割は、現代式フルートにも受け継がれている。
オトテールはバロック・オーボエの改造にも寄与し、ジャン＝バティスト・リュリやヘンリー・パーセルの管絃楽曲でオーボエが活用されるきっかけを作った。

## 生涯
オトテールは、マルタン・オトテール（1712年死去）とマリー・クレスピーの息子としてパリで生まれた。1704年頃、ジャック＝マルタン・オトテールは従兄弟のジャックの後任として宮廷の「basse de hautbois et taille de violon」の職に就いた。